# 備後本庄駅
備後本庄駅（びんごほんじょうえき）は、広島県福山市本庄町中三丁目にある、西日本旅客鉄道（JR西日本）福塩線の駅である。

## 歴史
福塩線の前身である両備鉄道時代には路線から外れていたが、国鉄買収後の1935年（昭和10年）に現在の横尾駅 - 福山駅間が新設され、1940年（昭和15年）2月1日に当駅が開設した（駅前にそれを記念する碑がある）。

### 年表
- 1940年（昭和15年）2月1日：開設[2]。
- 1984年（昭和59年）2月1日：荷物扱い廃止[2]。
- 1987年（昭和62年）4月1日：国鉄分割民営化に伴い、西日本旅客鉄道（JR西日本）の駅となる[2]。
- 1991年（平成3年）4月1日：無人駅化。
- 2007年（平成19年）
  - 7月：ICOCA対応簡易型自動改札機導入。これに伴い、駅舎改築[1]。
  - 9月1日：ICカード「ICOCA」が利用可能となる。
- 2018年（平成30年)
  - 3月17日：ダイヤ改正に伴い、ホーム側の全ドアから乗降出来るようになる。
  - 7月6日：平成30年7月豪雨による運休に伴い休止。
  - 7月21日：福山駅 - 神辺駅間運行再開に伴い営業再開。

## 駅構造

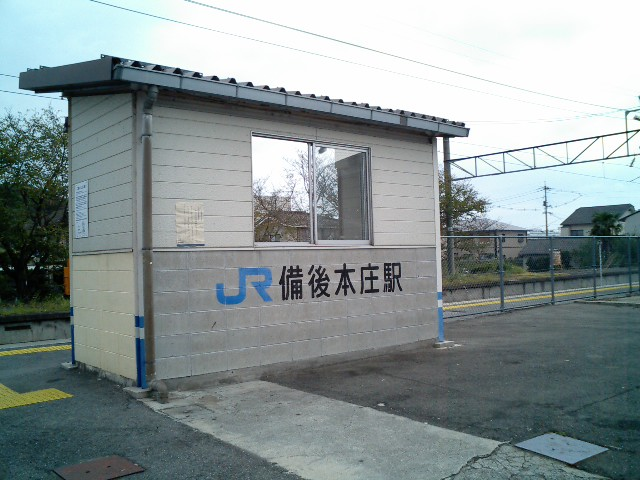
ICOCA導入前の旧駅舎（2005年10月）

府中方面に向かって左側に単式ホーム1面1線を有する地上駅（停留所）である。以前は相対式ホーム2面2線であったが、横尾駅交換設備復活に伴い、東側（上り線用）ホームが使用されなくなってこのようになった。使用されなくなった対向ホームには桜が植えられており、国鉄時代の駅名標がそのまま残され、福塩線開通100周年を迎えた2014年7月には、元のデザインのまま再塗装されている。
福山駅管理の無人駅。1988年に当駅が最寄駅であった広島県立北陽高等学校が明王台団地へ移転して広島県立福山明王台高等学校となり、利用客が大幅に減少した影響から1991年頃に簡易委託駅となったが、暫くして無人駅化され、1990年代中期頃に駅舎が撤去されブロック積みの待合所のみとなっていた。その後、ICOCA導入に伴い待合所背面部を切り開いた上でその前に簡易駅舎が設置されたが、数ヶ月後更に増築され現在の姿になった。駅舎改修と同時にICOCA対応簡易式自動改札機及び自動券売機が導入された。
ICOCA利用可能駅（相互利用対象ICカードは当該項参照）。

## 利用状況
「統計ふくやま」によると、近年の1日平均乗車人員の推移は以下の通り。
| 年度                | 1日平均 乗車人員 |
| ------------------- | ---------------- |
| 1989年（平成 元年） | 438              |
| 1990年（平成02年）  | 444              |
| 1991年（平成03年）  | 396              |
| 1992年（平成04年）  | 411              |
| 1993年（平成05年）  | 392              |
| 1994年（平成06年）  | 395              |
| 1995年（平成07年）  | 415              |
| 1996年（平成08年）  | 397              |
| 1997年（平成09年）  | 370              |
| 1998年（平成10年）  | 411              |
| 1999年（平成11年）  | 391              |
| 2000年（平成12年）  | 416              |
| 2001年（平成13年）  | 378              |
| 2002年（平成14年）  | 378              |
| 2003年（平成15年）  | 393              |
| 2004年（平成16年）  | 392              |
| 2005年（平成17年）  | 408              |
| 2006年（平成18年）  | 416              |
| 2007年（平成19年）  | 415              |
| 2008年（平成20年）  | 405              |
| 2009年（平成21年）  | 441              |
| 2010年（平成22年）  | 425              |
| 2011年（平成23年）  | 350              |
| 2012年（平成24年）  | 307              |
| 2013年（平成25年）  | 384              |
| 2014年（平成26年）  | 375              |
| 2015年（平成27年）  | 391              |
| 2016年（平成28年）  | 392              |
| 2017年（平成29年）  | 414              |
| 2018年（平成30年）  | 408              |
| 2019年（令和 元年） | 435              |
| 2020年（令和02年）  | 413              |
| 2021年（令和03年）  | 371              |

## 駅周辺
- 福山市立大学北本庄キャンパス
- 中国職業能力開発大学校付属福山職業能力開発短期大学校（愛称・ポリテクカレッジ福山）
- 放送大学福山学習センター
- 青葉出版本社
- 東洋自動車学校
- 福山東警察署本庄交番
- 芦田川

## その他
- ICOCAの使用履歴について、当駅は「備本庄」と表記されている。

## 隣の駅
西日本旅客鉄道（JR西日本）
 福塩線
　福山駅 - 備後本庄駅 - 横尾駅